# 沃托環礁
沃托環礁是太平洋由13個島嶼組成的環礁，屬於拉利克礁鏈的一部分，是馬紹爾群島24個立法選區（legislative district）之一，總土地面積4.33平方公里，中央的潟湖面積94.92平方公里，1998年人口160。

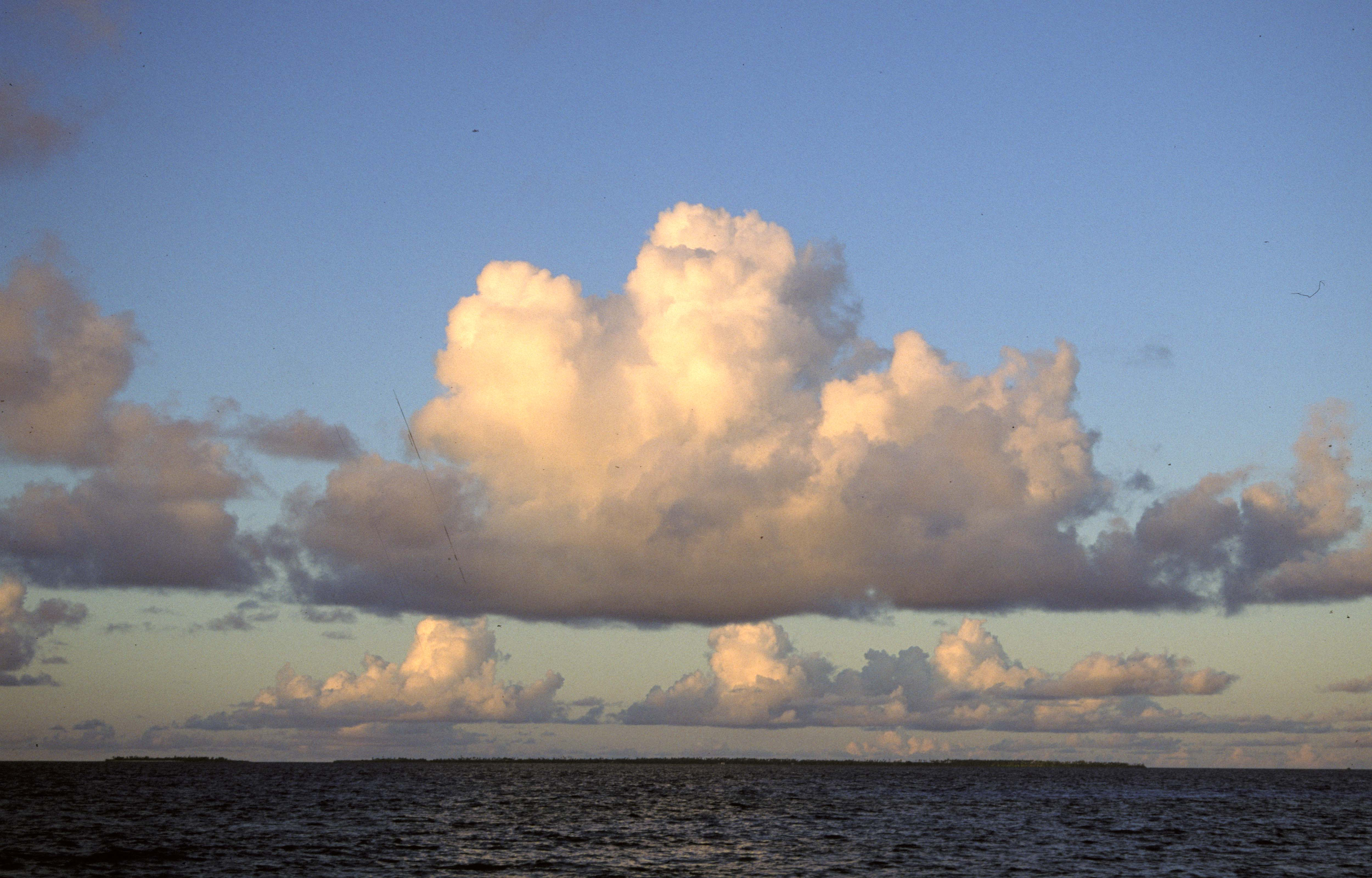
沃托環礁日落

## 外部連結
- Marshall Islands site （页面存档备份，存于）
- Entry at Oceandots.com （页面存档备份，存于）